# Zaza Kedelashvili
Zaza Kedelashvili  (né le 12 novembre 1985) est un judoka géorgien évoluant dans la catégorie des moins de 66 kg. Vice-champion d'Europe juniors en 2002 à Rotterdam, il réitère cette performance au niveau mondial en 2004 à Budapest. Auteur de trois podiums dans des tournois de coupe du monde lors de la première partie de l'année 2006, le Géorgien remporte le titre de champion d'Europe seniors en mai aux dépens du Français Benjamin Darbelet lors de la finale. Quelques mois plus tard, il contribue pleinement à la conquête du titre mondial par équipes lors des championnats du monde organisés à Paris (il ne subit alors aucune défaite). En 2007, Kedelashvili conserve sa couronne européenne mais est éliminé dès le premier tour des Mondiaux de Rio de Janeiro par le futur médaillé de bronze Miklós Ungvári. Troisième au Tournoi de Bakou, vainqueur de celui de Tbilissi et champion d'Europe pour la troisième fois consécutive, le judoka obtient son billet pour les Jeux olympiques de 2008 à l'issue d'une longue période de qualification.

## Palmarès

### Championnats d’Europe
| Catégorie / Année              | 2006 | 2007 | 2008 |
| ------------------------------ | ---- | ---- | ---- |
| Moins de 66 kg Poids mi-légers | 1er  | 1er  | 1er  |

### Divers
- Par équipes :
  -  Champion du monde par équipes en 2006 à Paris (France).

- Juniors :
  -  Vice-champion d'Europe juniors en 2002 à Rotterdam (Pays-Bas).
  -  Vice-champion du monde juniors en 2004 à Budapest (Hongrie).
  -  Médaillé de bronze aux championnats d'Europe espoirs de 2005 à Kiev (Ukraine).